# Pic à tête noire
Picus erythropygius
Espèce
Statut de conservation UICN

 LC  : Préoccupation mineure
Le Pic à tête noire (Picus erythropygius) est une espèce d'oiseaux de la famille des Picidae.

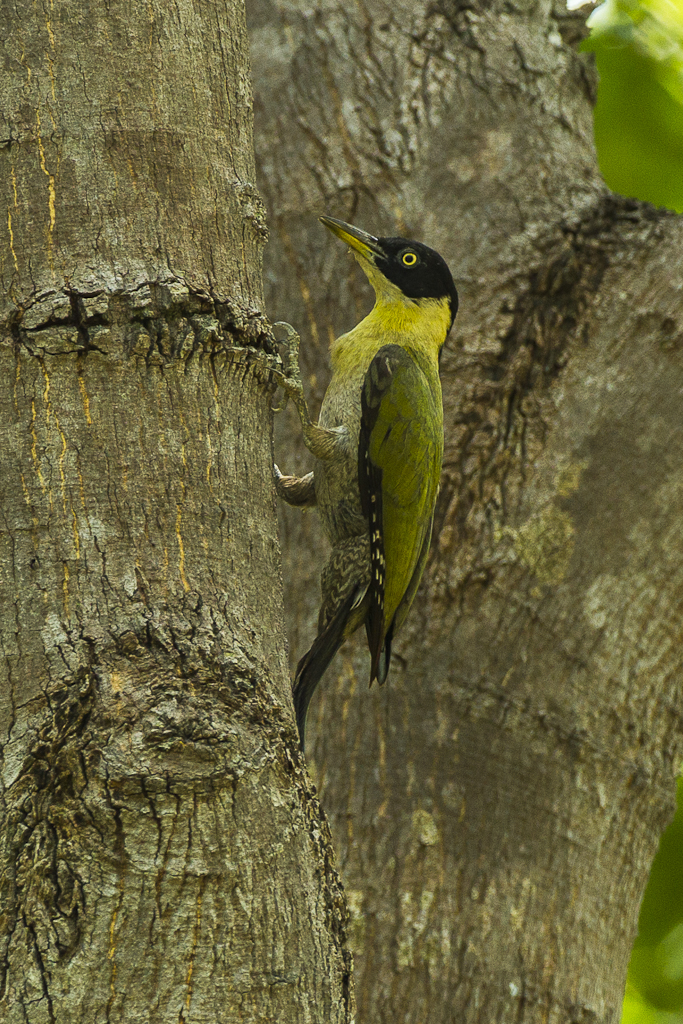
Pic à tête noire, Parc national de Kaeng Krachan, Thaïlande

Cet oiseau vit en Indochine.

## Sous-espèces
- Picus erythropygius nigrigenis (Hume, 1874) : Birmanie et nord-ouest de la Thaïlande
- Picus erythropygius erythropygius (Elliot, 1865) : Thaïlande, Cambodge et Vietnam